# Paul Schwenke
Georg Paul Schwenke (* 20. März 1853 in Langendembach; † 19. Dezember 1921 in Berlin) war ein deutscher Bibliothekar und Einbandforscher. 

## Leben
Er erhielt ersten Unterricht in der Dorfschule, der Vater unterwies ihn in den alten Sprachen; von 1865 bis 1870 besuchte er das Gymnasium in Eisenach. 1870 bis 1874 studierte er Theologie und Klassische Philologie in Leipzig und Klassische Philologie in Breslau und Jena. 1874 wurde er in Jena zum Doktor der Philosophie promoviert.
1875 arbeitete er als „außerordentlicher Hilfsarbeiter“ an der Universitätsbibliothek Greifswald. Im gleichen Jahr bestand er die Prüfung für das höhere Lehramt. Ab 1879 war er Kustos an der Landesbibliothek Kiel. 1887 erhielt er eine Stelle als Unterbibliothekar an der Universitätsbibliothek Göttingen. 1893 übernahm er die Leitung der Universitätsbibliothek Königsberg.
1895 fordert er die Einrichtung eines Gesamtregisters aller in Bibliotheken mit historischen Buchbeständen durchgeriebenen Einbandstempel und trat damit für eine systematisch betriebene Einbandforschung ein. 1898 hielt er einen Vortrag auf der 44. Philologenversammlung zu Dresden Zur Erforschung der deutschen Bucheinbände des 15. und 16. Jahrhunderts. Schwenke versuchte, eine zentrale Sammelstelle von Durchreibungen von Einbänden und deren Werkzeugen am Germanischen Museum in Nürnberg einzurichten.
1899 wurde er Direktor der Druckschriftenabteilung an der Königlichen Bibliothek zu Berlin. Er war Mitbegründer und erster Vorsitzender des Vereins Deutscher Bibliothekare. Ab 1900 veröffentlichte er eine Reihe druckgeschichtlicher Arbeiten zu den Anfängen des Buchdrucks und der Gutenbergfrage.
1903 bis 1914 beteiligte er sich maßgeblich an den Planungen des Neubaus der Königlichen Bibliothek Unter den Linden (heute Staatsbibliothek zu Berlin). 1906 wurde er Erster Direktor der Königlichen Bibliothek zu Berlin. In dieser Position war Schwenke neben Karl Gustav Adolf von Harnack für den inneren Bibliotheksbetrieb arbeitsteilig zuständig. 1912 reiste er in die USA, (Osten und Mittelwesten der Vereinigten Staaten). Am 21. April 1921 wurde Paul Schwenke pensioniert.
Paul Schwenke war einer der bedeutendsten Einbandforscher Deutschlands. Seine Sammlung von Einbanddurchreibungen wird systematisch in der Einbanddatenbank erschlossen und im Internet zur Verfügung gestellt.

## Schriften
- Eine Bibliothek des 9. Jahrhunderts und ihr Custos. In: Zentralblatt für Bibliothekswesen, Jg. 2, 1885, S. 241–242 (online).
- Adressbuch der Deutschen Bibliotheken (10. Beiheft des Zentralblatts für Bibliothekswesen), 1893.
- Jahrbuch der Deutschen Bibliotheken, 1902 ff.
- Zentralblatt für Bibliothekswesen, 1904 bis 1921 Herausgeber.
- Der Neubau der Königlichen Bibliothek zu Berlin. In: Zentralblatt für Bibliothekswesen 25, 1908, S. 262–263.
- Die zweiundvierzigzeilige Gutenberg-Bibel. Nach dem Pergament-Exemplars der Königlichen Bibliothek zu Berlin und dem der Ständischen Landesbibliothek in Fulda, Bd. 1: Faksimile-Ausgabe (der Ausgabe Mainz 1543–1555). Leipzig: Insel-Verlag, 1913, Bd. 2 1914.
- Die Einweihung der neuen Königlichen Bibliothek zu Berlin. In: Zentralblatt für Bibliothekswesen 31, 1914, S. 147–162.
- Die Buchbinder mit dem Lautenspieler und dem Knoten. In: Wiegendrucke und Handschriften. Festgabe Konrad Haebler zum 60. Geburtstag. Leipzig: Hiersemann, 1919, S. 122–144.
- Die Bibliothek als Ganzes. In: Fünfzehn Jahre Königliche und Staatsbibliothek. Dem scheidenden Generaldirektor Adolf von Harnack zum 31. März 1921 überreicht von den wissenschaftlichen Beamten der Preußische Staatsbibliothek. Berlin: Preußische Staatsbibliothek, 1921, S. 1–10.
- Mainzer Donatdrucke der Staatsbibliothek. In: Fünfzehn Jahre Königliche und Staatsbibliothek […], S. 31–36.